# Astaena glabroclypealis
Astaena glabroclypealis är en skalbaggsart som beskrevs av Frey 1974. Astaena glabroclypealis ingår i släktet Astaena och familjen Melolonthidae. Inga underarter finns listade.